# História de Helsinque

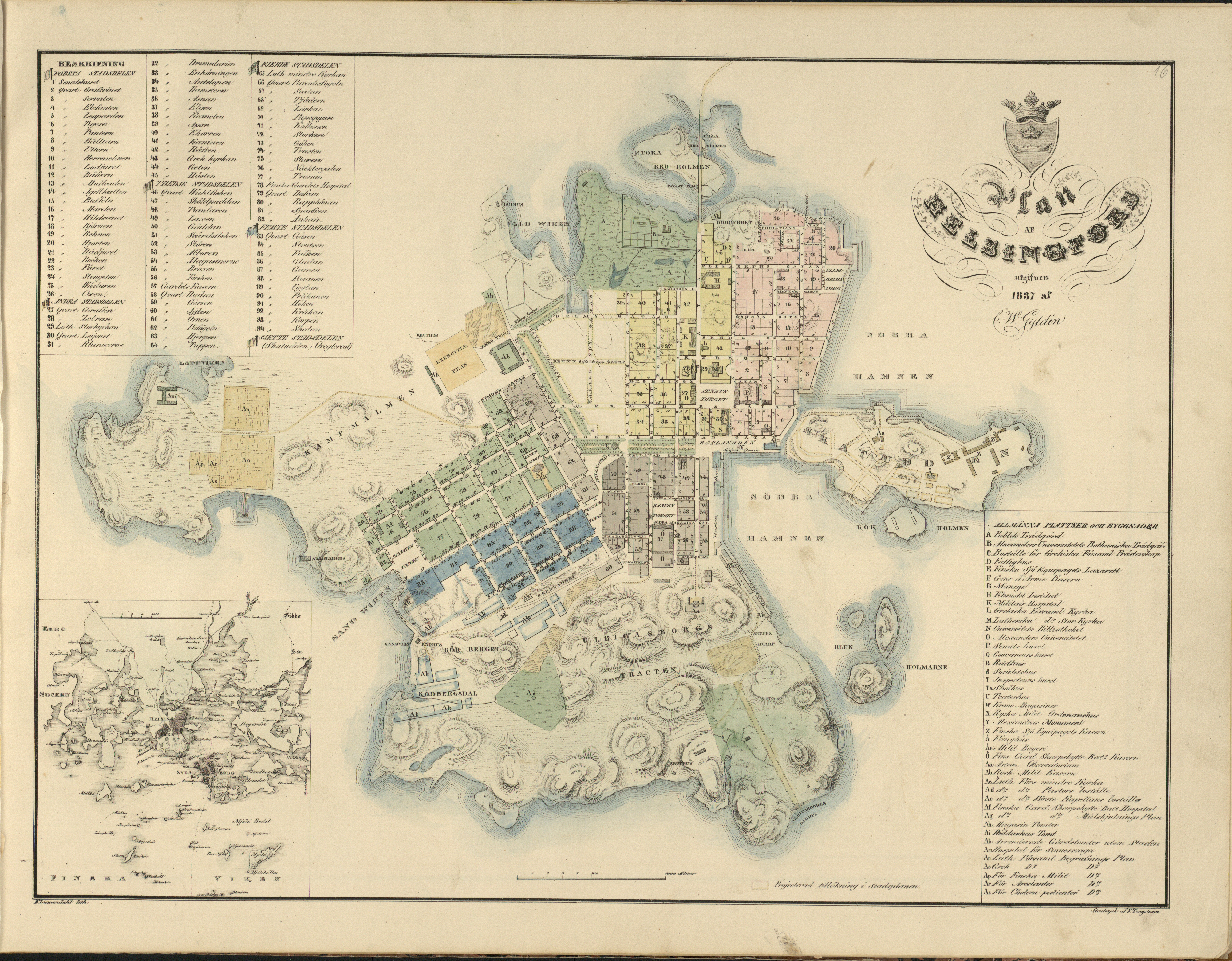
Mapa de Helsinki em 1837

Helsinque, a capital da Finlândia, foi fundada em 1550.

## Historia
Helsinque (ou Helsínquia) foi fundada em 1550 por Gustavo I, rei da Suécia como alternativa à cidade de Tallinn, na Estónia. No século XVIII, os suecos construíram a fortaleza de Suomenlinna na tentativa de protegerem a região do expansionismo russo.
Na sequência de várias guerras, a Rússia acabou por ocupar a Finlândia e Helsínquia tornou-se a capital da província  autónoma russa da Finlândia. Quando o país se tornou independente em 1917, Helsínquia foi escolhida para sede do governo.
Em 1952 aqui se realizaram os Jogos Olímpicos de Verão, o que reforçou a importância da cidade no panorama desportivo mundial. No ano 2000 foi eleita Capital Europeia da Cultura, no momento da celebração do seu 450.º aniversário. Em Agosto de 2005 recebeu o Campeonato Mundial de Atletismo.
Como atracções turísticas destacam-se a Catedral de Helsínquia, luterana (1830-1852) de estilo neoclássico, e a catedral ortodoxa russa de Uspenski (1868), desenhada por Alexander Gornostayev, de grande valor artístico. Também é digno de menção o conjunto neoclássico da Praça do Senado, na parte antiga da cidade.